# Martin Hansson
Martin Hansson (ur. 6 kwietnia 1971 w Holmsjö) – szwedzki sędzia piłkarski. W 2001 został w pełni międzynarodowym sędzią FIFA. 

## Życiorys
Z zawodu jest strażakiem. Biegle mówi po szwedzku, angielsku i niemiecku. Obecnie mieszka w Holmsjö. 